# Georgia's Rome Challenger 2022
Il Georgia's Rome Challenger 2022 è stato un torneo maschile di tennis professionistico. È stata la 1ª edizione del torneo, facente parte della categoria Challenger 80 nell'ambito dell'ATP Challenger Tour 2022, con un montepremi di 53 120 $. Si è svolto dall'11 al 17 luglio 2022 sui campi in cemento del Rome Tennis Center di Rome, negli Stati Uniti.

## Partecipanti

### Teste di serie
| Nazionalità | Giocatore           | Ranking* | Testa di serie |
| ----------- | ------------------- | -------- | -------------- |
| Giappone    | Yoshihito Nishioka  | 101      | 1              |
| Stati Uniti | Jeffrey John Wolf   | 116      | 2              |
| Ecuador     | Emilio Gómez        | 151      | 3              |
| Argentina   | Juan Pablo Ficovich | 163      | 4              |
| Croazia     | Borna Gojo          | 174      | 5              |
| Stati Uniti | Michael Mmoh        | 177      | 6              |
| Stati Uniti | Bjorn Fratangelo    | 196      | 7              |
| Francia     | Enzo Couacaud       | 206      | 8              |

* Ranking al 27 giugno 2022.

### Altri partecipanti
I seguenti giocatori hanno ricevuto una wild card per il tabellone principale:
- Michael Mmoh
- Govind Nanda
- Sam Riffice

Il seguente giocatore è entrato in tabellone come special exempt:
- Juan Pablo Ficovich

I seguenti giocatori sono entrati in tabellone come alternate:
- Hady Habib
- Shintaro Mochizuki

I seguenti giocatori sono passati dalle qualificazioni:
- Shang Juncheng
- Michail Pervolarakis
- Donald Young
- Patrick Kypson
- Ben Shelton
- Strong Kirchheimer

## Campioni

### Singolare
Wu Yibing ha sconfitto in finale  Ben Shelton con il punteggio di 7–5, 6–3.

### Doppio
Enzo Couacaud /  Andrew Harris hanno sconfitto in finale  Ruben Gonzales /  Reese Stalder per 6–4, 6–2.